# Browarówka
Browarówka (niem. Brauer Berg), 510 m n.p.m. – jeden z sześciu szczytów Gór Sokolich w Rudawach Janowickich, położony najdalej ku południowemu zachodowi.
Zbudowana z granitu karkonoskiego z żyłami aplitów. Na szczycie i zboczach duże nagromadzenie skałek i bloków skalnych.
Browarówka leży w obrębie Rudawskiego Parku Krajobrazowego.